# Aeródromo Marco Davison Bascur
El Aeródromo Marco Davison Bascur (OACI: SCID) es un terminal aéreo ubicado junto la ciudad de Punta Arenas, Provincia de Magallanes, Región de Magallanes, Chile. Es de propiedad privada.